# Tong (Shropshire)
Tong – wieś w Anglii, w hrabstwie Shropshire. Leży 31 km na wschód od miasta Shrewsbury i 197 km na północny zachód od Londynu.